# Brotizolam
Le brotizolam (commercialisé sous les marques Lendormin, Dormex, Sintonal et Noctilan) est une molécule analogue des benzodiazépines : c'est une thiénodiazépine, où à la différence des benzodiazépines le cycle benzène a été remplacé par un cycle thiophène.
Elle est d'abord utilisée pour ses propriétés sédatives et, comme toutes les benzodiazépines et leurs analogues, elle possède aussi des propriétés anxiolytiques, anticonvulsivantes et myorelaxantes.
Elle est utilisée comme traitement à court terme d'insomnie sévère. Sa posologie au coucher est alors comprise entre 125 et 250 µg.
Le brotizolam est l'une benzodiazépines commercialisées les plus puissantes, que ce soit au niveau du dosage ou des effets ressentis : son effet se fait sentir à partir de doses aussi faibles que 100 µg (dosage similaire au triazolam, une benzodiazépine retirée du marché en France en 2005 à cause du risque d'abus qu'elle comportait).
Le brotizolam est commercialisé en Allemagne, en Autriche, en Belgique, en Espagne, en Israël, en Italie, au Japon et au Portugal. Par contre, il n'a pas reçu l'autorisation des autorités de santé compétentes pour être commercialisé au Canada, aux États-Unis, en France ni au Royaume-Uni, et cela en raison du risque d'abus important qu'il comporte. En France, une demande d'AMM (autorisation de mise sur le marché) a été déposée en 1985 mais a été refusée par l'ANSM (Agence nationale de sécurité du médicament).